# Montanoa
Genre
Montanoa est un genre de plantes à fleurs dicotylédones de la famille des Asteraceae, originaire des régions tropicales d'Amérique.
Des décoctions de racines de Montanoa tomentosa étaient utilisées au Mexique sous le nom de cihuapactli pour favoriser l'expulsion lors de l’accouchement.

## Taxinomie
Le genre Montanoa a été décrit par le botaniste espagnol, Vicente Cervantes, et publié dans son Novorum Vegetabilium Descriptiones en 1825.
L'espèce type est Montanoa tomentosa Cerv.

### Liste d'espèces
Selon Catalogue of Life (22 juin 2016) :
- Montanoa andersonii McVaugh
- Montanoa aschenbornii Sch.Bip. ex K.Koch
- Montanoa atriplicifolia (Pers.) Sch.Bip.
- Montanoa auriculata Cuatrec.
- Montanoa bipinnatifida (Kunth) K.Koch
- Montanoa crenata Sch.Bip. ex K.Koch
- Montanoa echinacea S.F.Blake
- Montanoa frutescens (Mairet ex DC.) Hemsl.
- Montanoa gracilis Sch.Bip. ex K.Koch
- Montanoa grandiflora Alamán ex DC.
- Montanoa guatemalensis B.L.Rob. & Greenm.
- Montanoa hexagona B.L.Rob. & Greenm.
- Montanoa hibiscifolia Benth.
- Montanoa imbricata V.A.Funk
- Montanoa josei V.A.Funk
- Montanoa karwinskii DC.
- Montanoa laskowskii McVaugh
- Montanoa lehmannii Hieron.
- Montanoa leucantha (Lag.) S.F.Blake
- Montanoa liebmannii (Sch.Bip.) S.F.Blake
- Montanoa mollissima Brongn. ex Brongn.
- Montanoa moritziana Sch.Bip.
- Montanoa olivae
- Montanoa ovalifolia Deless. ex DC.
- Montanoa pteropoda S.F.Blake
- Montanoa quadrangularis Sch.Bip.
- Montanoa revealii H.Rob.
- Montanoa rosei Rose ex B.L.Rob. & Greenm.
- Montanoa speciosa (DC.) Sch.Bip. ex K.Koch
- Montanoa standleyi V.A.Funk
- Montanoa ternifolia (Hemsl.) Sch.Bip. ex K.Koch
- Montanoa tomentosa Cerv.
- Montanoa triloba Sch.Bip.
- Montanoa xanthiifolia Sch.Bip. ex K.Koch

Selon ITIS (22 juin 2016) :
- Montanoa hibiscifolia (Benth.) Standl.

### Liste des espèces et sous-espèces
Selon NCBI (22 juin 2016) :
- Montanoa angulata
- Montanoa atriplicifolia
- Montanoa bipinnatifida
- Montanoa echinacea
- Montanoa fragrans
- Montanoa frutescens
- Montanoa grandiflora
- Montanoa guatemalensis
- Montanoa hexagona
- Montanoa hibiscifolia
- Montanoa imbricata
- Montanoa karwinskii
- Montanoa laskowskii
- Montanoa leucantha
  - sous-espèce Montanoa leucantha subsp. arborescens
  - sous-espèce Montanoa leucantha subsp. leucantha
- Montanoa liebmannii
- Montanoa mollissima
- Montanoa ovalifolia
  - sous-espèce Montanoa ovalifolia subsp. australis
- Montanoa pteropoda
- Montanoa quadrangularis
- Montanoa revealii
- Montanoa speciosa
- Montanoa standleyi
- Montanoa tomentosa
  - sous-espèce Montanoa tomentosa subsp. microcephala
  - sous-espèce Montanoa tomentosa subsp. tomentosa
  - sous-espèce Montanoa tomentosa subsp. xanthiifolia